# إسجفيلاز دي إسجيفا
إسجفيلاز دي إسجيفا (بالإسبانية: Esguevillas de Esgueva)‏ هي بلدية تقع في مقاطعة بلد الوليد، قشتالة وليون، إسبانيا. وفقًا لتعداد عام 2004 (المعهد الوطني للإحصائيات)، كان عدد سكان البلدية 350 نسمة.